# Beltrami County
Das Beltrami County ist ein County im US-amerikanischen Bundesstaat Minnesota. Im Jahr 2020 hatte das County 46.228 Einwohner und eine Bevölkerungsdichte von 7,1 Einwohnern pro Quadratkilometer. Der Verwaltungssitz (County Seat) ist Bemidji, das nach dem Ojibwe-Ausdruck bemijigamaag, „See der kreuzenden Wasser“, benannt wurde.

## Geografie
Das im Norden von Minnesota, etwa 50 km südlich der Grenze zu Kanada liegende County wird vom oberen Mississippi an dessen nördlichsten Abschnitt durchflossen. Etwa in der Mitte des Countys befindet sich der Red Lake, der mit 1106 km² größte vollständig in Minnesota gelegene See.

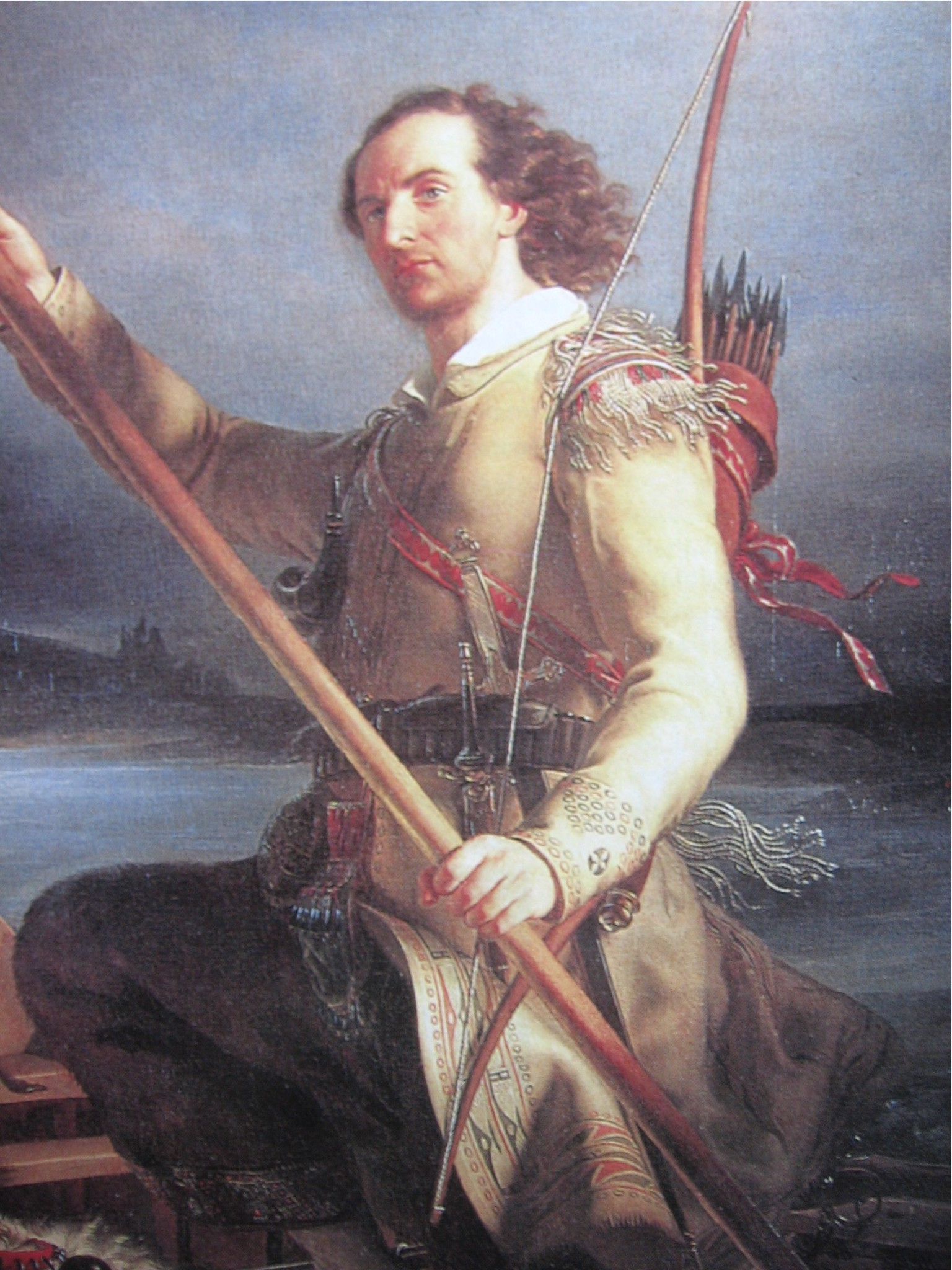
G. Beltrami

Es hat eine Fläche von 7914 Quadratkilometern, wovon 1425 Quadratkilometer Wasserfläche sind.
An das Beltrami County grenzen folgende Nachbarcountys:
| Roseau County                      | Lake of the Woods County | Koochiching County |
| Marshall County, Pennington County |                          | Itasca County      |
| Clearwater County                  | Hubbard County           | Cass County        |

## Geschichte
Das Beltrami County wurde am 28. Februar 1866 aus Teilen des Itasca County, Polk County und freiem Territorium gebildet. Benannt wurde es nach dem italienischen Forschungsreisenden Giacomo Beltrami, der 1823 den nördlichen Teil von Minnesota auf der Suche nach Quelle des Mississippi erkundete und einige Monate bei den Sioux lebte. Die USS Beltrami wurde im Januar 1945 in den Dienst U.S. Navy gestellt und nach dem Beltrami County benannt. Die USS Beltrami wurde in den letzten Monaten des Zweiten Weltkriegs im Pazifik eingesetzt. Außerdem wurde das im Jahr 1902 erbaute Beltrami County Courthouse im Jahr 1988 für seine besondere Architektur ins National Register of Historic Places aufgenommen. Daneben sind noch weiter 13 Gebäude der Stadt im National Register of Historic Places eingetragen (Stand 28. Januar 2018).

## Demografische Daten
Nach der Volkszählung im Jahr 2010 lebten im Beltrami County 44.442 Menschen in 16.536 Haushalten. Die Bevölkerungsdichte betrug 6,8 Einwohner pro Quadratkilometer. In den 16.536 Haushalten lebten statistisch je 2,56 Personen. Ethnisch betrachtet setzte sich die Bevölkerung zusammen aus 75,4 Prozent Weißen, 0,7 Prozent Afroamerikanern, 19,9 Prozent amerikanischen Ureinwohnern, 0,8 Prozent Asiaten, 0,1 Prozent Polynesiern sowie aus anderen ethnischen Gruppen; 3,2 Prozent stammten von zwei oder mehr Ethnien ab. Unabhängig von der ethnischen Zugehörigkeit waren 1,8 Prozent der Bevölkerung spanischer oder lateinamerikanischer Abstammung. 25,2 Prozent der Bevölkerung waren unter 18 Jahre alt, 61,6 Prozent waren zwischen 18 und 64 und 13,2 Prozent waren 65 Jahre oder älter. 50,0 Prozent der Bevölkerung war weiblich. Das jährliche Durchschnittseinkommen eines Haushalts lag bei 43.989 USD. Das Pro-Kopf-Einkommen betrug 21.753 USD. 19,7 Prozent der Einwohner lebten unterhalb der Armutsgrenze.

## Ortschaften im Beltrami County
Citys
| - Bemidji - Blackduck - Funkley - Kelliher | - Solway - Tenstrike - Turtle River - Wilton |

Census-designated places (CDP)
- Little Rock
- Ponemah
- Red Lake
- Redby

Andere Unincorporated Communities
| - Battle River - Brook Lake - Hines - Pennington | - Pinewood - Puposky - Saum - Shooks | - Shotley Brook - Waskish |

## Gliederung
Das Beltrami County ist neben den acht Citys in 42 Townships (TS) und fünf Unorganized Territories (UT) gegliedert:
| Township        | Einw. (2010) | FIPS     |
| --------------- | ------------ | -------- |
| Alaska TS       | 217          | 27-00586 |
| Battle TS       | 46           | 27-03952 |
| Bemidji TS      | 3134         | 27-05086 |
| Benville TS     | 86           | 27-05284 |
| Birch TS        | 118          | 27-05914 |
| Brook Lake UT   | 233          | 27-07918 |
| Buzzle TS       | 310          | 27-09082 |
| Cormant TS      | 158          | 27-13258 |
| Durand TS       | 209          | 27-17234 |
| Eckles TS       | 1516         | 27-17954 |
| Frohn TS        | 1433         | 27-22886 |
| Grant Valley TS | 2029         | 27-25352 |

| Township          | Einw. (2010) | FIPS     |
| ----------------- | ------------ | -------- |
| Hagali TS         | 372          | 27-26468 |
| Hamre TS          | 13           | 27-26900 |
| Hines TS          | 689          | 27-29348 |
| Hornet TS         | 232          | 27-30194 |
| Jones TS          | 277          | 27-32120 |
| Kelliher TS       | 130          | 27-32624 |
| Lammers TS        | 592          | 27-35324 |
| Langor TS         | 213          | 27-35540 |
| Lee TS            | 51           | 27-36170 |
| Liberty TS        | 730          | 27-36926 |
| Lower Red Lake UT | 5790         | 27-38335 |
| Maple Ridge TS    | 104          | 27-40274 |

| Township          | Einw. (2010) | FIPS     |
| ----------------- | ------------ | -------- |
| Minnie TS         | 26           | 27-43360 |
| Moose Lake TS     | 226          | 27-43936 |
| Nebish TS         | 290          | 27-45088 |
| North Beltrami UT | 34           | 27-46770 |
| Northern TS       | 4657         | 27-46906 |
| O’Brien TS        | 58           | 27-48040 |
| Port Hope TS      | 673          | 27-52162 |
| Quiring TS        | 70           | 27-52828 |
| Roosevelt TS      | 225          | 27-55402 |
| Shooks TS         | 189          | 27-59926 |
| Shotley TS        | 35           | 27-60070 |
| Shotley Brook UT  | 25           | 27-60079 |

| Township          | Einw. (2010) | FIPS     |
| ----------------- | ------------ | -------- |
| Spruce Grove TS   | 55           | 27-62230 |
| Steenerson TS     | 23           | 27-62680 |
| Sugar Bush TS     | 247          | 27-63274 |
| Summit TS         | 251          | 27-63328 |
| Taylor TS         | 104          | 27-64291 |
| Ten Lake TS       | 1026         | 27-64390 |
| Turtle Lake TS    | 1195         | 27-65758 |
| Turtle River TS   | 1085         | 27-65812 |
| Upper Red Lake UT | 14           | 27-66307 |
| Waskish TS        | 118          | 27-68440 |
| Woodrow TS        | 73           | 27-71590 |